# LaTeX
LaTeX (/ˈlɑːtɛx/ LAH-tekh, обично се изговара као /ˈlɑːtɛk/ LAH-tek или /ˈleɪtɛk/ LAY-tek, стилизован као 
{\displaystyle \mathrm {L\!\!^{{}_{\scriptstyle A}}\!\!\!\!\!\;\;T\!_{\displaystyle E}\!X} }, и скраћено Лампорт Текс) је описни језик и систем за припрему докумената. Разликује се од типичних процесора за обраду текста као што су Microsoft Word, LibreOffice и Apple Pages у ком писац користи обичан текст за разлику од форматираног текста, ослањајући се на означавање конвенција да би дефинисао општу структуру неког документа (као што су чланак, књига и писмо), да стилизује текст кроз документа (као што је подебљано и искошено), и дода цитате и укрштање. TeX дистрибуција као што је TeX Live или MiKTeX се користи за производњу излазног фајла (као што су PDF или DVI) погодног за штампање или дигиталну дистрибуцију.
LaTeX се користи за комуникацију и објављивање научних докумената у многим областима, укључујући математику, физику, информатику, статистику, економију, и политичке науке.Он такође има значајну улогу у припреми и објављивању књига и чланака који садрже сложене вишејезичке материјале, као што су Санскрит и арапски . LaTeX користи TeX припремни програм за форматирање своје производње, а сам је написан у TeX-макро језику.
LaTeX је у широкој употреби у академији. LaTeX се може користити као самостални документ припремног система, или у средњем формату. У другој улози, на пример, често се користи као део цевовода за превођење DocBook и других формата заснованих на XML језику. Припремни систем нуди програмирање десктоп паблишинг карактеристике и опсежне објекте за аутоматизацију већину аспеката слог и десктоп издавашта, укључујући и нумерацију и укрштање садржаја и фигура, наслове поглавља и секција, укључивање графике, изглед странице, индексирање и библиографије.
LaTeX има за циљ да пружи језик на високом нивоу који приступа моћи TeX-а на лакши начин за писце. Укратко, TeX рукује распоредом стране, док LaTeX рукује садржајем стране за обраду докумената. LaTeX садржи колекцију TeX макроа и програм за обраду докумената LaTeX-а. Зато што су команде за форматирање TeX-а обично основне, пружају ауторима са готовим командама за форматирање и распоред одредби као што су наслови поглавља, фусноте, укрштене референце и библиографије.
LaTeX је првобитно написан у раним 1980-им годинама од стране Леслија Лампорта на SRI International. Тренутна верзија је LaTeX2e (стилизована као  {\displaystyle \mathrm {L\!\!^{{}_{\scriptstyle A}}\!\!\!\!\!\;\;T\!_{\displaystyle E}\!X2} }ɛ). LaTeX је слободан софтвер и дистрибуира се под пројектом јавне LaTeX лиценце (LPPL).

## Систем слагања
следи филозофију дизајна раздвајања презентације од садржаја, тако да се аутори могу усредсредити на садржај онога што пише без истовременог похађања свог визуелног изгледа. У припреми LaTeX документа, аутор наводи логичку структуру помоћу једноставних, познатих појмова као што су поглавље, одељак, садржај, фигура, итд, и омогућава LaTeX систему да брине о форматирању и распореду тих структура. Стога подстиче одвајање од распореда садржаја, док још увек дозвољава припрему ручних подешавања где је то потребно. Овај концепт је сличан механизму који многи процесорима дозвољава да се глобално дефинишу за цео документ или употребе CSS до стила HTML. LaTeX систем је језик за означавање који се такође бави слогом и рендерингом.
LaTeX се може произвољно проширити помоћу основног макро језика да развија прилагодљиве формате. Такви макрои се често прикупљају у пакете, који су доступни да се баве посебним издањима форматирања као што су компликовани математички садржај или графици математичких функција. Заиста, у примеру испод align окружење је обезбеђено од стране amsmath пакета.
У циљу стварања документа у LaTeX-у, прво треба написати фајл, рецимо dokument.tex, користећи свој жељени текст едитор. Сада dokument.tex фајл служи као улаз у TeX програм (са учитаног LaTeX макроа), а TeX исписује датотеке погодне за гледање на екрану или за штампање. Ово писање-формат-приказ циклус је један од главних начина на који се радом са LaTeX-ом разликује од оно-шта-ти-видиш-је-оно-што-ти-добијаш обраде текста. То је слично код-састави-извршења циклуса блиског програмеру. Данас, многи LaTeX свесни програми уређују овај циклус једноставним притиском на један тастер, док се преглед приказује на екрану поред прозора за унос. Неки LaTeX едитори аутоматски освежавају преглед.
```
 \documentclass[12pt]{article}
 \usepackage{amsmath}
 \title{\LaTeX}
 \date{}
 \begin{document}
   \maketitle
   \LaTeX{} је документ за \TeX{} и нов начин куцања текста.
   \LaTeX{} је написао 1984. године Leslie Lamport и постаје доминантан за коришћење \TeX; неколико људи је писало \TeX{}.
   Најбржа верзија је \LaTeXe. 
   % Ово је коментар, неће бити показан у коначном приказу.
   % Следећи пример показује начин куцања математичке формуле у LaTeX:
   \begin{align}
     E_0 &= mc^2                              \\
     E &= \frac{mc^2}{\sqrt{1-\frac{v^2}{c^2}}}
   \end{align}
 \end{document}
```

## Примери
Следећи пример показује LaTeX улаз и одговарајући излаз:
| Input | Output |
| --- | ------ |
| \documentclass{article} \usepackage{amsmath} \title{\LaTeX} \begin{document} \maketitle \LaTeX{} is a document preparation system for the \TeX{} typesetting program. It offers programmable desktop publishing features and extensive facilities for automating most aspects of typesetting and desktop publishing, including numbering and cross-referencing, tables and figures, page layout, bibliographies, and much more. \LaTeX{} was originally written in 1984 by Leslie Lamport and has become the dominant method for using \TeX; few people write in plain \TeX{} anymore. The current version is \LaTeXe. % This is a comment, not shown in final output. % The following shows typesetting power of LaTeX: \begin{align} E_0 &= mc^2 \\ E &= \frac{mc^2}{\sqrt{1-\frac{v^2}{c^2}}} \end{align} \end{document} |        |

Приметите како је једначина за {\displaystyle E} тајпсет од ознаке:
E &= \frac{mc^2}{\sqrt{1-\frac{v^2}{c^2}}}

Квадратни корен се означава као "\sqrt{argument}", а разломак као "\frac{numerator}{denominator}".

## Читање и писање LaTeX-а
LaTeX се обично изговара као /ˈleɪtɛk/ или /ˈlɑːtɛk/ на енглеском језику (који је, не са / X / изговором који људи који говоре енглески обично повезују са X, већ са / к /).
Ознаке T, E, X у имену долазе из грчког писма tau, epsilon, и chi, тако да име TeX-a потиче из Грчке: τέχνη (вештина, уметност, техника); из овог разлога, TeX-ов аутор Доналд Кнут промовише изговор /tɛx/ (tekh) (то је, са мањезвучним веларним фрикативом као у новогрчком, сличан гласу џ усрпском језику). Лампорт је, с друге стране, рекао да не фаворизује или обесхрабрује било који изговор за LaTeX .
Име је традиционално штампано у тексту као посебни штампарски лого: LaTeX.
У медијима где логотип не може бити прецизно репродукован у тексту, реч обично даје јединствену капитализацију LaTeX. TeX, LaTeX и ХеTeX логотипи могу бити изречени преко чистог CSS и HTML-a за употребу у графичким веб претраживачима следећих спецификација унутрашњег \LaTeX макроа.

## Лиценца
је обично дистрибуиран заједно са обичним TeX-ом. Он је дистрибуиран под лиценцом слободног софтвера — Јавна лиценца  пројекта (LPPL). Јавна лиценца  пројекта (LPPL) није компатибилна са GNU Општом јавном лиценцом, јер захтева да измењене датотеке морају бити јасно различите од својих оригинала (обично променом назива датотеке); то је учињено како би се осигурало да ће датотеке које зависе од других фајлова произвести очекивано понашање и избећи зависност пакла. Јавна лиценца  пројекта (LPPL) је компатибилна са Debian Смерницама за Слободан Софтвер у верзији 1.3. Као слободан софтвер, LaTeX је доступан на већини оперативних система, укључујући UNIX (Соларис, ХП-УX, АИX), BSD (ФриБСД, MAC OS X, НетБСД, ОпенБСД), Linux (Ред Хет, Debian GNU / Linux, Арч, Генто), Microsoft Windows (9к, Windows XP, Виста, 7, 8), MS-DOS, AmigaOS и Plan 9.

## Повезани софтвер
Као макро пакет, LaTeX обезбеђује скуп макроа за TeX тумачење. Постоје многи други макро пакети за TeX, укључујући Plain TeX, GNU TeXinfo, AMSTeX и ConTeXt.
Када TeX "саставља" документ, прати (са становишта корисника) по следећем редоследу обраде: Макрои → TeX → Драјвер → Излаз. Различите имплементације сваког од ових корака су обично доступни у TeX дистрибуцијама. Традиционални TeX ће избацити DVI фајл, који се обично претвара у PostScript датотеку. У скорије време, Hàn Thế Thành и други су написали нову примену TeX-а под називом pdfTeX, чији је излаз у PDF формату, и користи предности функције које су доступне у том формату. Мотор XеTeX-а који је развио Џонатан Кев спаја савремене технологије и Unikod фонт са TeX-ом.
Уобичајени фонт за LaTeX је Кнутов Computer Modern фонт, који даје стандардна документа направљена у LaTeX истог препознатљивог изгледа као што су они креирани обичним TeX-ом. XеTeX дозвољава употребу OpenType и TrueType (то је наведено) фонтова за излазне датотеке.
Постоји и много едитора за LaTeX.

## Верзија
је тренутна верзија LaTeX-а, који је 1994. године заменио LaTeX 2.09. Од 2014. године, LaTeX3, који је направљен у раним 1990-им годинама, је у оквиру пројекта дугорочног развоја. Планиране карактеристике укључују побољшану синтаксу, хиперлинк подршку, нови кориснички интерфејс, приступ произвољним фонтовима, и нову документацију.
Постоје бројне комерцијалне имплементације целог TeX система. Системски произвођачи могу додати додатне функције као додатна писма и телефонску подршку. LyX је бесплатан, WYSIWYM процесор за визуелни документ који користи LaTeX за бек-крај. GNU TeXmacs је бесплатан, WYSIWYG едитор са сличним функцијама као LaTeX са другачијим припремним мотором. Други WYSIWYG едитори који производе LaTeX укључују научну реч о Microsoft Windows.
Један број TeX дистрибуције уз подршку је на располагању, укључујући TeX Live (вишеплатформски), tеTeX (развијен у корист TeX Live, UNIX), fpTeX (застарео), MikTeX (Windows), proTeXt (Windows), MacTeX (TeX Live са додавањем специфичних карактеристика за Мекинтош рачунаре и оперативни систем Mac OS X), gwTeX (Мак OS X), ОzTeX (Мекинтош), AmigaTeX (недоступан) и PasTeX (АмигаОС, доступан на Аминет спремишту).

## Компатибилност
документи (*.tex) могу да се отворе било којим текст едитором. Они се састоје од обичног текста и не садрже скривене кодове за форматирање или бинарне инструкције. Осим тога, TeX документа могу да се деле од доношења LaTeX фајл Rich Text Format (*.rtf) или XML. Ово се може урадити помоћу бесплатног програма LaTeX2RTF или TeX4XT. LaTeX може бити изражен у PDF датотеци користећи LaTeX екстензију pdfLaTeX. LaTeX фајлови који садрже Unikod текст могу бити обрађени у PDF-у LaTeX екстензије XеLaTeX.

### LaTeX2HTML
LaTeX2HTML је конвертер написан у Perl да конвертује LaTeX документе у HTML. На тај начин, на пример, научни радови — првенствено откуцани за штампање — се могу поставити на Веб за онлајн гледање. Лиценциран је под GNU GPL v2. CVS понуда за LaTeX2HTML са званичног сајта је укинута. Међутим Comprehensive TeX Archive Network и даље нуди свој најновији ажурирани софтвер.

### HeVeA
HeVeA је конвертер написан у Ocaml који конвертује LaTeX докуметна у HTML5. Лиценциран је под Q Public License.

### Pandoc
Pandoc је 'универзални конвертор докумената' који може да трансформише LaTeX документа у много различитих формата датотека, укључујући HTML5, epub, rtf и docx. Лиценциран је под GNU GPL верзија 2.